# Kenneth Paniagua
Kenneth Paniagua Arce (San José, 24 de junio de 1971) es un exfutbolista y entrenador costarricense.

## Trayectoria como jugador
Comenzó su carrera deportiva con el Club Sport Herediano, haciendo su debut en la Primera División de Costa Rica en 1991. En su primer paso con el equipo de Heredia alcanzaría el título de campeón en la temporada 1992-1993. Posteriormente se vincularía a la Liga Deportiva Alajuelense en 1998, equipo con el que consigue los campeonatos de 1999-2000 y 2000-2001. Tendría un breve paso por el Club Sport Cartaginés en el 2002. Regresaría al Club Sport Herediano en el 2003, donde se mantuvo hasta su retiro en 2004.

## Trayectoria como entrenador
Como entrenador ha sido asistente técnico de Javier Delgado Prado en el Puntarenas Futbol Club en el 2007 y posteriormente encargado de las ligas menores en el Club Sport Herediano en 2008, donde en el 2009 pasa a ser asistente técnico de Ronald Mora. Asume la dirección técnica del equipo florense en el 2009 de manera interina. En el 2010 obtiene la licencia A, y pasa a dirigir a la Asociación Deportiva Barrio México en la Segunda División de Costa Rica. En 2011 regresa al Club Sport Herediano, donde se mantiene hasta la actualidad, teniendo un paso en las divisiones menores del Herediano.

## Selección nacional
A niveles de selecciones nacionales disputó la eliminatoria de la Copa Mundial de Fútbol Sub-16 de 1987 a nivel infantil, así como la Copa Uncaf 1993, Copa Corea 1995 y las eliminatoria de la Copa Mundial de Fútbol de 1998. Registra 19 presencias internacionales de clase A, contabilizando una única anotación.

### Goles internacionales
| N. | Fecha                 | Sede                       | Rival     | Gol | Resultado | Competición     |
| -- | --------------------- | -------------------------- | --------- | --- | --------- | --------------- |
| 1. | 19 de febrero de 1993 | Estadio Nacional, San José | Nicaragua | 2-0 | 2-0       | Copa Uncaf 1993 |

## Clubes

### Como jugador
| Club            | País       | Año       |
| --------------- | ---------- | --------- |
| C.S Herediano   | Costa Rica | 1991-1997 |
| L.D Alajuelense | Costa Rica | 1998-2001 |
| C.S Cartaginés  | Costa Rica | 2002-2003 |
| C.S Herediano   | Costa Rica | 2004      |

### Como director técnico
| Club            | País       | Año  |
| --------------- | ---------- | ---- |
| C. S. Herediano | Costa Rica | 2009 |
| Barrio México   | Costa Rica | 2010 |
| Jacó Rays       | Costa Rica | 2014 |

## Palmarés

### Como jugador
| Título                         | Club            | País       | Año  |
| ------------------------------ | --------------- | ---------- | ---- |
| Primera División de Costa Rica | C.S Herediano   | Costa Rica | 1993 |
| Primera División de Costa Rica | L.D Alajuelense | Costa Rica | 2000 |
| Primera División de Costa Rica | L.D Alajuelense | Costa Rica | 2001 |